# Body on Me
Body on Me ist ein Lied der britischen Sängerin Rita Ora in Zusammenarbeit mit dem US-amerikanischen Sänger Chris Brown. Es wurde am 7. August 2015 auf iTunes unter dem Label von Jay-Z (Roc Nation) veröffentlicht.

## Hintergrund
Ora und Brown bestätigten ihre Zusammenarbeit am 24. Juli 2015, als beide jeweils einen Ausschnitt aus dem zugehörigen Musikvideo auf ihren Instagram-Accounts veröffentlichten.

## Musikvideo
Im Musikvideo zu Body on Me spielen Ora und Brown ein Paar, das sich angezogen fühlt, aber sich nicht traut die Gefühle dem anderen zu zeigen. Je länger sie warten, desto mehr wird daraus. Ora und Brown küssen sich im Video und tanzen eng aneinander. Das Video war der Auslöser für ein Gerücht, dass beide ein Paar seien. Beide dementierten dies aber schnell und stellten klar, dass sie sehr gute Freunde seien. Das Musikvideo wurde am 18. August 2015 veröffentlicht.

## Liveauftritte
Ora und Brown haben das Lied erstmals gemeinsam bei Jimmy Kimmel Live! aufgeführt, der Auftritt ähnelte dem Musikvideo. Weitere Liveauftritte fanden in der The Ellen DeGeneres Show und bei den MOBO Awards 2015 statt. Bei der Bambi-Verleihung 2015 trat Rita Ora, die den Bambi in der Kategorie Musik International gewann, ebenfalls mit Body on Me auf.

## Rezeption

### Chartplatzierungen
| ChartsChartplatzierungen     | Höchstplatzierung | Wochen |
| ---------------------------- | ----------------- | ------ |
| Vereinigtes Königreich (OCC) | 22 (14 Wo.)       | 14     |

### Auszeichnungen für Musikverkäufe
| Land/Region                  | Auszeichnungen für Musikverkäufe (Land/Region, Auszeichnung, Verkäufe) | Verkäufe |
| ---------------------------- | ---------------------------------------------------------------------- | -------- |
| Neuseeland (RMNZ)            | 2× Platin                                                              | 60.000   |
| Vereinigtes Königreich (BPI) | Gold                                                                   | 400.000  |
| Insgesamt                    | 1× Gold · 2× Platin ·                                                  | 460.000  |

Hauptartikel: Rita Ora/Auszeichnungen für Musikverkäufe